# Live 2012 / Mysteria
Live 2012 / Mysteria är ett musikvideoalbum av den finländska rockgruppen The Rasmus som innehåller en självinspelad dokumentär kring bandets europeiska The Rasmus-turné i maj 2012. Den såldes först under en senare del av samma turné innan den även blev tillgänglig i begränsad upplaga via Internettjänsten PledgeMusic den 15 december 2012. De som beställde videon via PledgeMusic fick den även signerad av bandet.

## Innehåll
Livedokumentär
En 38-minuter lång dokumentär kring turnén i maj 2012. Varvas även med intervjuer och backstage-scener. Följande livelåtar spelas:
1. "I'm a Mess" (The Rasmus)
2. "Justify" (Lauri Ylönen, Pauli Rantasalmi, Desmond Child, James Michael)
3. "Save Me Once Again" (The Rasmus)
4. "In the Shadows" (The Rasmus)
5. "Friends Don't Do Like That" (The Rasmus)
6. "Stranger" (The Rasmus)
7. "Ufolaulu" (acoustic) (The Rasmus)
8. "F-F-F-Falling" (The Rasmus)
9. "Days" (acoustic) (The Rasmus)
10. "Not Like the Other Girls" (acoustic) (The Rasmus)

Musikvideor
- "I'm a Mess"
- "Stranger"
- "Mysteria" (även "Making-of")

Bilder
- Turnébilder
- Bilder från videoinspelningen av "Mysteria"

## Medverkande
| The Rasmus - Lauri Ylönen – sång - Eero Heinonen – bas och bakgrundssång - Pauli Rantasalmi – gitarr - Aki Hakala – trummor | Produktion - Regissör: Eero Heinonen - Redigering: Eetu Niininen - Kamera och ljud: Terttu Arnberg, Aki Hakala, Eero Heinonen, Harri Huuhtanen, Lauri Ylönen - Omslagsdesign/foto: Ilkka Hämäläinen |